# KkStB-Tenderreihe 5
| PD TU / kkStB 5           | PD TU / kkStB 5 | PD TU / kkStB 5 | PD TU / kkStB 5 |
| ------------------------- | --------------- | --------------- | --------------- |
| kein Bild vorhanden       |                 |                 |                 |
| Technische Daten          |                 |                 |                 |
|                           | 5.01–03, 05     | 5.04            | 5.06–08         |
| Anzahl der Achsen         | 2               | 2               | 2               |
| Baujahr                   | 1884, 1886      | 1884, 1886      | 1884, 1886      |
| Stückzahl                 | 8               | 8               | 8               |
| Radstand                  | 2.200 mm        | 2.200 mm        | 2.200 mm        |
| Laufrad-Ø                 | 995 mm          | 995 mm          | 995 mm          |
| Wasser                    | 8,0 m³          | 7,3 m³          | 8,0 m³          |
| Kohle                     | 4,5 m³          | 4,5 m³          | 4,5 m³          |
| Leergewicht               | 6,8 t           | 6,8 t           | 6,8 t           |
| Dienstgewicht             | 18,0 t          | 17,5 t          | 18,0 t          |
| gekuppelt mit Lokomotiven | 77              | 77              | 77              |

Die kkStB-Tenderreihe 5 war eine Schlepptenderreihe der kkStB, deren Tender ursprünglich von der Prag-Duxer Eisenbahn (PD) stammten.
Die PD beschaffte fünf Exemplare 1884 bei der Lokomotivfabrik Floridsdorf und drei weitere 1886 bei Ringhoffer in Prag-Smichov. Nach der Verstaatlichung der PD 1892 ordnete die kkStB diese Tender als Reihe 5 ein und kuppelte sie weiterhin ausschließlich mit den Lokomotiven der PD. Nach dem Ersten Weltkrieg kamen die Tender mit ihren Lokomotiven zur ČSD.